# Las Vegas Bandits
De Las Vegas Bandits was een Amerikaanse basketbalclub uit de International Basketball League die bestond van 1999 tot 2001.

## Geschiedenis
Las Vegas Silver Bandits traden in november 1999 aan in de IBL. De club was eigendom van de competitie zelf maar werd in maart 2000 verkocht aan de voormalige basketballer Jackie Robinson. De clubnaam werd veranderd naar de Las Vegas Bandits en coach Rolland Todd werd algemeen manager en vervangen als coach door Lionel Hollins met Barry Hecker als interim-coach. In maart 2001 moest de club de boeken neer leggen nadat een kapitaalverhoging van 900.000 dollar niet werd gevonden. De club speelde het seizoen niet verder uit nadat de IBL ook niet besloot tussenbeide te komen.

## Coaches
- Rolland Todd (1999-2000)
- Barry Hecker (2000)
- Lionel Hollins (2000-2001)

## Resultaten
| Seizoen | Clubnaam                 | Winst | Verlies | Play-offs    | Coach          |
| ------- | ------------------------ | ----- | ------- | ------------ | -------------- |
| 1999/00 | Las Vegas Silver Bandits | 37    | 27      | Halve finale | Rolland Todd   |
| 2000/01 | Las Vegas Bandits        | 20    | 11      | -            | Lionel Hollins |

## Bekende oudspelers
| - Damian Cantrell - Dexter Boney |